# Yên Hưng, Sông Mã
Yên Hưng là một xã thuộc huyện Sông Mã, tỉnh Sơn La, Việt Nam.
Xã Yên Hưng có diện tích 80,52 km²,  thống kê năm 2019 toàn xã có 1. 086 hộ, với 8. 763 nhân khẩu mật độ dân số đạt 64 người/km².
gồm 3 dân tộc Thái, Kinh, Mông cùng sinh sống.

#### 2. UBND xã Yên Hưng huyện Sông mã
Mã số thuế: 5500167253
Gmail: lotuduy247@gmail.com
Sđt: 0332407555

#### 4. Xã gồm các bản:
| Bản           | Mã Zip code |
| Bản Bang Dưới | 367448      |
| Bản Bang Trên | 367449      |
| Bản Bá Pao    | 367450      |
| Bản Bua       | 367446      |
| Bản Hải Chiều | 367442      |
| Bản Hua Mừ    | 367453      |
| Bản Hua Sông  | 367437      |
| Bản Hưng Mã   | 367441      |
| Bản Huổi      | 367438      |
| Bản Huổi Hao  | 367452      |
| Bản Lẹ        | 367440      |
| Bản Lụng Hà   | 367454      |
| Bản Nà Dìa    | 367431      |
| Bản Nà Đứa    | 367436      |
| Bản Nà Hạ     | 367435      |
| Bản Nà Lằn    | 367451      |
| Bản Nà Mừ     | 367445      |
| Bản Nà Nong   | 367444      |
| Bản Pái       | 367432      |
| Bản Pảng      | 367434      |
| Bản Pọng      | 367447      |
| Bản Púng      | 367439      |
| Bản Sòng      | 367433      |
| Bản Tao Hay   | 367443      |
| Bản Tin Tốc   | 367455      |

#### 5. Vị trí địa lý và địa điểm lân cận:
Xã Yên Hưng nằm ở phía tây bắc, cách trung tâm huyện 32km.
- Phía đông giáp xã Chiềng Sơ
- Phía tây giáp xã Mường Lầm, xã Đứa Mòn
- Phía nam giáp xã Đứa Mòn
- Phía bắc giáp xã Nậm Ty

#### 6. Giao thông:
Tỉnh lộ 115 chạy qua địa bàn xã Yên Hưng.

#### 7. Kinh tế:
Yên Hưng là xã vùng III, đời sống người dân còn gặp nhiều khó khăn. Qua ra soát năm 2019, xã hoàn thành 11/19 tiêu chí trong xây dựng NTM, thu nhập bình quân đầu người đạt hơn 15 triệu đồng.
Hiện nay xã đang tập trung phát triển các ngành, nghề, đẩy mạnh chuyển dịch cơ cấu kinh tế theo hướng thương mại dịch vụ, đưa các giống cây trồng, vật nuôi có năng suất, giá trị kinh tế cao vào sản xuất phù hợp với thực tế của địa phương. Bình quân hằng năm xã gieo trồng 245 ha lúa; 738 ha cây ăn quả (nhãn ghép, xoài, cam, táo, ổi); 27 ha cỏ voi. Chăn nuôi phát triển theo hướng đại gia súc, toàn xã có hơn 9. 000 con gia súc, gần 25. 000 con gia cầm, 300 đàn ong, 20 ha ao nuôi cá.

#### 8. Danh sách bộ máy chính trị xã Yên Hưng
| TT | Họ và tên       | Ngày sinh  | Trình độ chuyên môn | Trình độ lý luận | Chức vụ (Chức danh)                                                    | Số điện thoại liên hệ |  |  |  |  |  |  |  |  |
| TT | Họ và tên       | Ngày sinh  | Trình độ chuyên môn | Trình độ lý luận | Chức vụ (Chức danh)                                                    | Số điện thoại liên hệ |  |  |  |  |  |  |  |  |
| 1  | Lò Văn Phiên    | 25/10/1964 | Trung cấp           | TC               | Bí thư Đảng uỷ                                                         | 0942765532            |  |  |  |  |  |  |  |  |
| 2  | Tòng Văn Kiến   | 13/5/1967  | Trung cấp           | TC               | Phó Bí thư Đảng uỷ                                                     |                       |  |  |  |  |  |  |  |  |
| 3  | Lò Văn Thiêm    | 05/5/1966  | Trung cấp           | TC               | Phó Chủ tịch HĐND                                                      |                       |  |  |  |  |  |  |  |  |
| 4  | Lò Văn Hạnh     | 06/6/1977  | Trung cấp           | SC               | Chủ tịch UBND                                                          | 0911460677            |  |  |  |  |  |  |  |  |
| 5  | Nguyễn Văn Tam  | 8/10/1977  | Đại học             |                  | Phó Chủ tịch UBND                                                      | 0915900877            |  |  |  |  |  |  |  |  |
| 6  | Lường Văn Phính | 15/11/1967 | Trung cấp           | TC               | Phó Chủ tịch UBND                                                      | 01246354684           |  |  |  |  |  |  |  |  |
| 7  | Tòng Văn Thiên  | 20/10/1967 | Đang học TC         | TC               | Chủ tịch Ủy ban Mặt trận tổ quốc                                       |                       |  |  |  |  |  |  |  |  |
| 8  | Lường Văn Quý   | 14/4/1984  | Trung cấp           | TC               | Bí thư Đoàn TNCS HCM                                                   |                       |  |  |  |  |  |  |  |  |
| 9  | Lò Thị Oanh     | 12/3/1984  | Đang học ĐH         | SC               | Chủ tịch Hội Liên hiệp Phụ nữ                                          |                       |  |  |  |  |  |  |  |  |
| 10 | Đèo Văn Thưởng  | 05/9/1961  | Trung cấp           | TC               | Chủ tịch Hội Nông dân                                                  |                       |  |  |  |  |  |  |  |  |
| 11 | Đèo Văn Hùng    | 28/3/1983  | Đại học             | TC               | Chủ tịch Hội Cựu chiến binh                                            |                       |  |  |  |  |  |  |  |  |
| 12 | Lò Văn Minh     | 12/7/1973  | Trung cấp           | TC               | Trưởng Công an                                                         |                       |  |  |  |  |  |  |  |  |
| 13 | Quàng Văn Tâm   | 2/3/1970   | Trung cấp           | TC               | Chỉ huy trưởng Quân sự                                                 |                       |  |  |  |  |  |  |  |  |
| 14 | Lò Tư Duy       | 24/7/1988  | Cao đẳng            |                  | Tài chính - Kế toán                                                    |                       |  |  |  |  |  |  |  |  |
| 15 | Lò Thị Lan      | 6/9/1981   | Đại học             |                  | Văn phòng - Thống kê (Văn phòng HĐND&UBND)                             |                       |  |  |  |  |  |  |  |  |
| 16 | Lò Văn Viên     | 15/12/1990 | Cao đẳng            |                  | Văn phòng - Thống kê (Văn phòng HĐND&UBND)                             |                       |  |  |  |  |  |  |  |  |
| 17 | Lò Văn Miền     | 1/7/1986   | Cao đẳng            |                  | Văn phòng - Thống kê (Văn thư lưu trữ)                                 |                       |  |  |  |  |  |  |  |  |
| 18 | Lò Văn Đoàn     | 13/4/1969  | Trung cấp           | TC               | Văn phòng - Thống kê (Văn phòng cấp ủy)                                |                       |  |  |  |  |  |  |  |  |
| 19 | Lò Văn Chiến    | 09/8/1965  | Trung cấp           | SC               | Địa chính - Nông nghiệp - Xây dựng&Môi trường (Địa chính - Môi trưởng) |                       |  |  |  |  |  |  |  |  |
| 20 | Lò Văn Sinh     | 05/4/1981  | Đại học             | TC               | Địa chính - Nông nghiệp - Xây dựng&Môi trường (NN-CTN-XD-GT)           |                       |  |  |  |  |  |  |  |  |
| 21 | Lò Văn Học      | 26/3/1983  | Trung cấp           |                  | Tư pháp - Hộ tịch                                                      |                       |  |  |  |  |  |  |  |  |
| 22 | Tòng Văn Xôm    | 1/9/1986   | Trung cấp           |                  | Tư pháp - Hộ tịch                                                      |                       |  |  |  |  |  |  |  |  |
| 23 | Lò Thị Dung     | 10/4/1994  | Trung cấp           |                  | Tư pháp - Hộ tịch                                                      |                       |  |  |  |  |  |  |  |  |
| 24 | Cà Văn Nghĩa    | 8/11/1981  | Trung cấp           |                  | Văn hoá - Xã hội                                                       |                       |  |  |  |  |  |  |  |  |